# Formule 2 in 2012
Het Formule 2 kampioenschap van 2012 was het vierde Formule 2-kampioenschap dat in zijn hernieuwde vorm gehouden werd. Het eerste raceweekend werd gereden op 15 en 16 april op het circuit van Silverstone. Het laatste race-weekend werd gereden op 29 en 30 september in het Italiaanse Monza. De race in België werd dit jaar gereden op het circuit van Spa-Francorchamps.
Luciano Bacheta werd kampioen nadat hij in de laatste race op Monza als derde eindigde, twee plaatsen voor zijn laatste rivaal Mathéo Tuscher.

## Coureurs
| Nr. | Coureur              | Ronden   |
| --- | -------------------- | -------- |
| 3   | Max Snegirev         | 2-5, 7-8 |
| 4   | Luciano Bacheta      | Alle     |
| 5   | Parthiva Sureshwaren | 1-4      |
| 6   | Vittorio Ghirelli    | 4        |
| 7   | David Zhu            | Alle     |
| 8   | Plamen Kralev        | Alle     |
| 9   | Mihai Marinescu      | Alle     |
| 10  | Alex Fontana         | Alle     |
| 11  | Kourosh Khani        | 1-2, 4-5 |
| 12  | Mathéo Tuscher       | Alle     |
| 13  | José Luis Abadín     | 1        |
| 14  | Mauro Calamia        | 1-6      |
| 15  | Víctor Guerin        | 2        |
| 18  | Dino Zamparelli      | Alle     |
| 19  | Christopher Zanella  | Alle     |
| 20  | Daniel McKenzie      | Alle     |
| 22  | Axcil Jefferies      | 3-8      |
| 23  | Samuele Buttarelli   | 1        |
| 24  | Kevin Mirocha        | Alle     |
| 27  | Markus Pommer        | Alle     |
| 33  | Harald Schlegelmilch | 8        |
| 35  | Hector Hurst         | Alle     |
| 51  | Richard Gonda        | 7        |

## Races
| Ronde | Ronde | Circuit                            | Datum        | Poleposition        | Snelste ronde       | Winnaar             |
| ----- | ----- | ---------------------------------- | ------------ | ------------------- | ------------------- | ------------------- |
| 1     | R1    | Silverstone Circuit                | 14 april     | Mathéo Tuscher      | Mihai Marinescu     | Luciano Bacheta     |
| 1     | R2    | Silverstone Circuit                | 15 april     | Mihai Marinescu     | Luciano Bacheta     | Luciano Bacheta     |
| 2     | R1    | Autódromo Internacional do Algarve | 28 april     | Luciano Bacheta     | Mathéo Tuscher      | Luciano Bacheta     |
| 2     | R2    | Autódromo Internacional do Algarve | 29 april     | Mathéo Tuscher      | Luciano Bacheta     | Luciano Bacheta     |
| 3     | R1    | Nürburgring                        | 26 mei       | Mihai Marinescu     | Mihai Marinescu     | Mihai Marinescu     |
| 3     | R2    | Nürburgring                        | 27 mei       | Christopher Zanella | Christopher Zanella | Christopher Zanella |
| 4     | R1    | Circuit de Spa-Francorchamps       | 23 juni      | Markus Pommer       | Markus Pommer       | Markus Pommer       |
| 4     | R2    | Circuit de Spa-Francorchamps       | 24 juni      | Luciano Bacheta     | Luciano Bacheta     | Luciano Bacheta     |
| 5     | R1    | Brands Hatch                       | 14 juli      | Luciano Bacheta     | Mihai Marinescu     | Kevin Mirocha       |
| 5     | R2    | Brands Hatch                       | 15 juli      | Mihai Marinescu     | Christopher Zanella | Mihai Marinescu     |
| 6     | R1    | Circuit Paul Ricard                | 21 juli      | Mathéo Tuscher      | Christopher Zanella | Mathéo Tuscher      |
| 6     | R2    | Circuit Paul Ricard                | 22 juli      | Markus Pommer       | Luciano Bacheta     | Markus Pommer       |
| 7     | R1    | Hungaroring                        | 8 september  | Kevin Mirocha       | Alex Fontana        | Alex Fontana        |
| 7     | R2    | Hungaroring                        | 9 september  | Markus Pommer       | Markus Pommer       | Markus Pommer       |
| 8     | R1    | Autodromo Nazionale Monza          | 29 september | Mathéo Tuscher      | Christopher Zanella | Mathéo Tuscher      |
| 8     | R2    | Autodromo Nazionale Monza          | 30 september | Markus Pommer       | Luciano Bacheta     | Christopher Zanella |

## Eindstand (top 10)
| #  | Coureur             | Aantal overwinningen | Punten |
| -- | ------------------- | -------------------- | ------ |
| 1  | Luciano Bacheta     | 5                    | 235,5  |
| 2  | Mathéo Tuscher      | 2                    | 210    |
| 3  | Christopher Zanella | 2                    | 204    |
| 4  | Markus Pommer       | 3                    | 169    |
| 5  | Mihai Marinescu     | 2                    | 161    |
| 6  | Kevin Mirocha       | 1                    | 159,5  |
| 7  | Alex Fontana        | 1                    | 115    |
| 8  | Dino Zamparelli     | 0                    | 106,5  |
| 9  | Daniel McKenzie     | 0                    | 95     |
| 10 | Hector Hurst        | 0                    | 27     |